# Црква Успења Пресвете Богородице у Кукујевцима
Црква Успења Пресвете Богородице у Кукујевцима, насељеном месту на територији општине Шид, припада Епархији сремској Српске православне цркве.
Црква је подигнута 2015. године, на плацу на којој се налазила зграда старе сеоске школе. Како зграда није била у употреби, 1993. године, она је адаптирана за потребе богослужења, када је освештан храм посвећен Успењу Пресвете Богородице (Велика Госпојина). Звоник је дозидан и освећен 1997. године. Та црква је срушена 2015. године и изграђена исте године данашња црква истог посвећења и парохијски дом.
Нова, данашња црква освештана је 18. октобра 2015. године од епископа Василија.